# アカディア郡 (ルイジアナ州)
アカディア郡（Acadia Parish）は、アメリカ合衆国ルイジアナ州の郡。郡都はクロウリーで、人口は58,861人（2000年）である。郡は1887年に創立された。郡の首都を決める白熱した選挙の結果、クロウリーがレインとプレーリーヘイズを抑えて選ばれた。

## 地理
総面積は1,703 km² (658 mi² )で、うち陸地面積は1,697 km² (655 mi²)、水部分は全体の0.35%で6 km² (2 mi²)である。

### 主なハイウェイ
- 州間高速道路10号線
- アメリカ国道90号線
- ルイジアナ州道13号線
- ルイジアナ州道35号線

### 近接する郡
- エヴァンジェリン郡
- セントランドリー郡 (北東)
- ラファイエット郡 (東)
- ヴァーミリオン郡 (南)
- ジェファーソン・デイヴィス郡 (西)

## 人口動勢
以下は2000年国勢調査における人口統計データである。
基礎データ
- 人口: 58,861人
- 世帯数: 21,142世帯
- 家族数: 15,666家族
- 人口密度: 35/km² (90/mi²）
- 住居数: 23,209軒
- 住居密度: 14/km² (35/mi²)

人種別人口構成
- 白人: 80.73%
- アフリカン・アメリカン: 18.25%
- ネイティブ・アメリカン: 0.20%
- アジア人: 0.15%
- 太平洋諸島系:0.01%
- その他の人種: 0.20%
- 混血(2人種間以上の): 0.47%
- ヒスパニック・ラテン系: 0.91%

世帯と家族（対世帯数）
- 全世帯数: 21,142
- 18歳未満の子供がいる: 38.50%
- 結婚・同居している夫婦: 54.50%
- 未婚・離婚・死別女性が世帯主: 14.90%
- 非家族世帯: 25.90%
- 単身世帯: 22.60%
- 65歳以上の老人1人暮らし: 10.30%
- 平均構成人数
  - 世帯: 2.74人
  - 家族: 3.22.

年齢別人口構成
- 18歳未満: 29.80%
- 18-24歳: 9.60%
- 25-44歳: 27.40%
- 45-64歳: 20.90%
- 65歳以上: 12.30%
- 年齢の中央値: 34歳
- 性比（女性100人あたり男性の人口）
  - 総人口: 93.50人
  - 18歳以上: 88.80人

収入と家計
- 収入の中央値
  - 世帯: $26,684米ドル
  - 家族: $31,812米ドル
  - 性別
    - 男性: $29,353米ドル
    - 女性: $17,179米ドル
- 人口1人あたり収入: $13,424
- 貧困線以下
  - 対人口: 24.50%
  - 対家族: 21.00%
  - 18歳未満: 30.30%
  - 65歳以上: 25.20%